# أفعى في القبضة
أفعى في القبضة ( الفرنسية Vipère au Poing ) هي رواية من تأليف هيرفيه بازين .
إنها أول وأشهر ثلاثية، والباقي هن(La Mort du Petit Cheval) و (Le Cri de la Chouette) . هذه الروايات الثلاث هي إلى حد كبير سيرة ذاتية .
عندما تم نشر Vipère au Poing في عام 1948، حققت نجاحًا هائلاً وكان أيضًا سببًا لفضيحة كبيرة. تعتبر في الوقت الحاضر رواية كلاسيكية في فرنسا، يقرأها طلاب المدرسة الثانوية.  

## تحويلها إلى فيلم
فيلم تلفزيوني مقتبس عام 1971: Vipère au poing للمخرج بيير كاردينال . تم إصدار فيلم مقتبس عن فيلم Viper in the Fist بعنوان Viper in the Fist (Vipère au Poing باللغة الفرنسية ) في عام 2004. أخرج الفيلم فيليب دي بروكا ، وقام ببطولته جول سيتروك في دور جان ريزو «براس-بويون» ، وجاك فيليريه في دور جاك ريزو، وكاثرين فروت في دور بول ريزو.

## روابط خارجية
- Viper in the Fist (فيلم 2004) في unifrance.org
- Viper in the Fist ، مراجعة الفيلم بواسطة فينس داماتو في hollywoodnorthreport.com